# André Jeanbon Saint André
André Jeanbon Saint André (Montauban, 25 febbraio 1749 – Magonza, 10 dicembre 1813) è stato un politico e rivoluzionario francese.

## Biografia

### Prima della Rivoluzione
Di famiglia protestante, figlio di un cardatore tessitore di filati, educato dai Gesuiti, dai quali venne ritirato da suo padre calvinista, studiò alla scuola di navigazione a Bordeaux, si arruolò nella Marina mercantile, raggiungendo il grado di ufficiale e diventò capitano. Dopo tre naufragi e la perdita dei suoi risparmi, abbandonata la Marina, studiò teologia a Ginevra e diventò parroco a Castres nel 1773; fu costretto a dimettersi nel 1782 dopo un contrasto con il Concistoro protestante di Castres, ma riprese il suo ministero a Montauban nel 1788, dove presiedette la Société des Amis de la Constitution, un club giacobino, all'inizio della Rivoluzione nel 1789.

### Durante la Rivoluzione
Fallì l'elezione all'Assemblea legislativa nel 1791, ma entrò nel consiglio municipale.
Eletto, 4º su 9 candidati, deputato del Dipartimento del Lot (Midi-Pirenei) alla Convenzione nazionale il 6 settembre 1792, Jeanbon lasciò i suoi amici giacobini per raggiungere Parigi, dove all'inizio sedette a destra in compagnia dei Girondini. Ma poco a poco si dissociò e presto raggiunse le file dei Montagnardi. Il 12 ottobre 1792 completò la sua evoluzione pronunciandosi contro i Girondini, che attaccavano la Commune di Parigi e domandò il rafforzamento della guardia della Convenzione. Nel gennaio 1793 votò per la morte d Luigi XVI senza appello né rinvio, perché,  affermò: « un roi par cela seul qu'il est roi, est coupable envers l'humanité, car la royauté même est un crime» ("un re, solo perché è re, è colpevole verso l'umanità, perché il regno è di per sé un crimine").
Davanti ai pericoli che correva la Repubblica, con la guerra contro le monarchie coalizzate e la guerra civile scatenata dai realisti in Vandea e per le insurrezioni federaliste, sostenne l'unione della Convenzione con il popolo contro i suoi nemici.
Si schierò contro il perseguimento degli assassini responsabili dei massacri di settembre 1792, perché « une grande révolution ne peut s'opérer que par des évènements de toute nature » ("una grande rivoluzione può aver luogo solo da eventi di ogni genere").
Fu uno dei promotori e sostenitore della creazione del Tribunale rivoluzionario.
Venne inviato nei dipartimenti del Lot e in Dordogna per accelerare la leva di 300 000 uomini e, al suo ritorno, assistette all'agonia dei Girondini.
Fu presidente della Convenzione dall'11 al 25 luglio 1793. Il 10 luglio 1793 entrò nel Comitato di salute pubblica, dove fu responsabile della Marina nazionale.
Incaricato, in quanto Presidente della Convenzione, di pronunciare l'elogio funebre di Jean-Paul Marat, si espresse con una freddezza che dimostrava chiaramente la sua poca simpatia per la vittima di Charlotte Corday.
La maggior parte del tempo in missione, si mantenne fuori dagli scontri tra le fazioni.
Inizialmente inviato in missione presso le armate dell'Est, come membro della Convenzione fu ben presto responsabile per la riorganizzazione della marina, minata dalla insubordinazione. A Brest, dove fu rappresentante in missione dal settembre 1793 al maggio 1794, ripristinò la disciplina con misure molto severe, con il collega Prieur de la Marne, e quindi partecipò, sul mare, alle operazioni di Villaret de Joyeuse contro gli inglesi; Jeanbon partecipò così in mare alla battaglia del 13 pratile anno II al largo d'Ouessant il 1º giugno 1794 (famoso per la resistenza della nave Vengeur du Peuple) a bordo del vascello Montagne, insieme con il suo Contrammiraglio.
In missione durante la caduta di Robespierre il 9 Termidoro anno II (27 luglio 1794), che egli disapprovò, venne sostituito da un Termidoriano in seno al Comitato di salute pubblica, con il pretesto che la carica costituiva impedimento alle sue missioni nelle province. Infatti, dal luglio 1794 al marzo 1795, Jeanbon fu incaricato di una nuova missione nei dipartimenti marittimi del Midi, specialmente Tolone, dove mostrò le stesse qualità di eccellente amministratore.
Mentre il terrore bianco imperversava in Francia, fu arrestato il 28 maggio 1795 (9 pratile anno III) nella reazione che seguì alla insurrezione del 12 germinale e a quella del 1 pratile. Tuttavia, dopo l'adozione della Costituzione dell'anno III, il 24 settembre 1795, e il fallimento dell'insurrezione dei monarchici del 13 vendemmiaio, una legge di amnistia generale « pour les faits proprement relatifs à la Révolution » ("per i fatti riferibili alla rivoluzione") (dalla quale sono esclusi gli émigré, i deportati, gli accusati dell'insurrezione del Vendemmiaio e i contraffattori - falsari) fu votata il 26 ottobre 1795, e Jeambon venne rilasciato il 29 ottobre.
Il Direttorio lo nominò poi console generale a Algeri e successivamente a Smirne nel 1798. Quando l'Impero ottomano ruppe con la Francia, venne arrestato e trascorse tre anni in prigionia, dal 1798 fino al 1801.

### Durante il Consolato e il Primo Impero

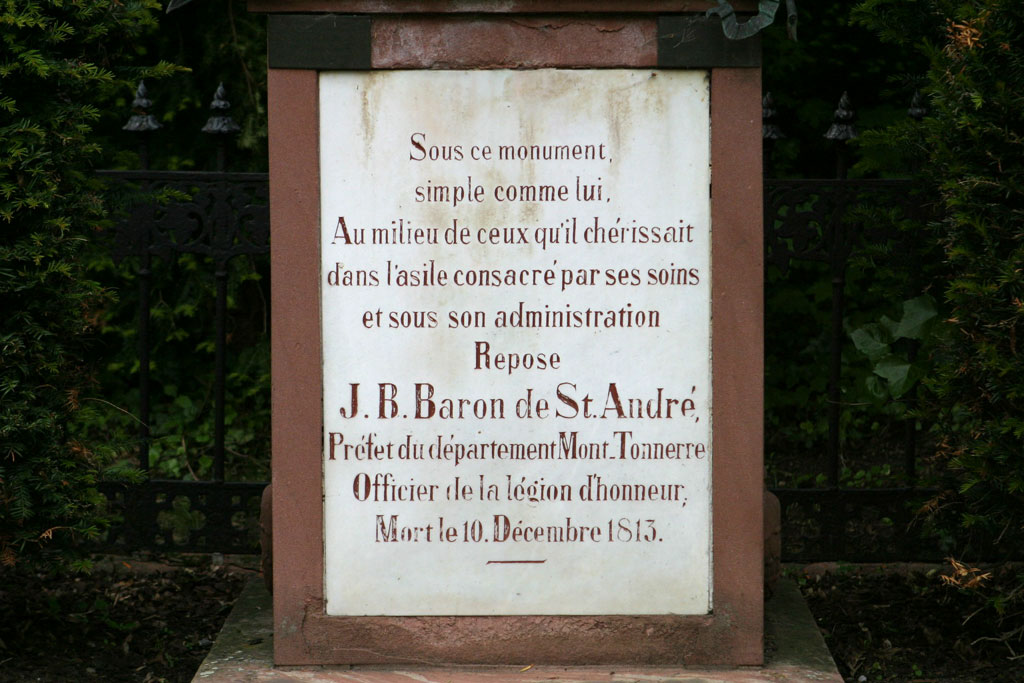
Tomba del barone di Saint-André a Magonza

Dopo la sua liberazione, Napoleone Bonaparte lo nominò commissario generale dei tre dipartimenti della riva sinistra del Reno, nel dicembre 1801, poi prefetto del dipartimento di Mont-Tonnerre (Donnersberg) a Magonza nel settembre 1802, dove confermò la sua fama come eccellente amministratore. Come segno di apprezzamento dei suoi servigi, Napoleone lo fece cavaliere della Legion d'Onore nel 1804, poi barone dell'Impero, barone di Saint-André nel 1809. Morì di tifo nel 1813. Fu sepolto nel cimitero principale di Magonza.
Massone attivo, "Jean Bon de Saint André" fu il primo "Maestro Venerabile" della Loggia « Amici dell'Unione » a Magonza, fondata nel 1803, che esiste ancora oggi in questa città sotto il nome di « Die Freunde Zur Eintracht ».

## Pubblicazioni
- Sermon d'action de graces, prononcé dans une société de Protestans le dimanche 26 juillet, pour remercier Dieu de la fin des troubles de Paris, & de l'éloignement des troupes qui environnoient cette capitale, Montauban: Teulières et Fontanel, 1789.
- L'éducation nationale, impr. par ordre de la Convention nationale, Reprod. de l'éd. de: [Paris] : [de l'Impr. nationale], [179-?].
- Journal sommaire de la croisière de la flotte de la république, commandée par le contre-amiral Willaret, tenu jour par jour par le représentant du peuple Jean-Bon Saint-André, embarqué sur le vaisseau la montagne, imprimé par ordre de la Convention nationale, Reprod. de l'éd. de: Paris: de l'Impr. nationale, an II, 1793, 1794. gallica.bnf.fr
- Opinion et projet de décret, du citoyen Jean-Bon St.-André,... sur l'organisation de la marine française, impr. par ordre de la Convention nationale, Reprod. de l'éd. de: Paris: de l'Impr. nationale, 1793.
- Rapport des représentans du peuple, envoyés à Brest et auprès de l'armée navale par Jean-Bon Saint-André ; [fait à la] Convention nationale, Reprod. de l'éd. de: Paris: de l'Impr. nationale, 179-?.
- Rapport fait au nom du comité de marine par Jean Bon Saint-André, membre du comité, imprimé par ordre de la convention nationale, Reprod. de l'éd. de: Paris: de l'Impr. nationale, 1793.
- Rapport sur la trahison de Toulon, au nom du Comité de salut public par Jean-Bon Saint-André ; impr. par ordre de la Convention nationale, Reprod. de l'éd. de: Paris: Impr. nationale, 179-?.
- Recueil des arrêtés du citoyen Jean-Bon-Saint-André, représentant du peuple dans les départemens maritimes de la République, pendant la mission au Port la montagne, Reprod. de l'éd. de: Port de la montagne: chez A. Aurel, an II 1794.
- Réponse de Jean-Bon Saint-André, à la dénonciation des citoyens de la commune de Brest, impr. par ordre de la Convention nationale, Reprod. de l'éd. de: Paris: de l'Impr. nationale, an III, 1795.

## Galleria d'immagini

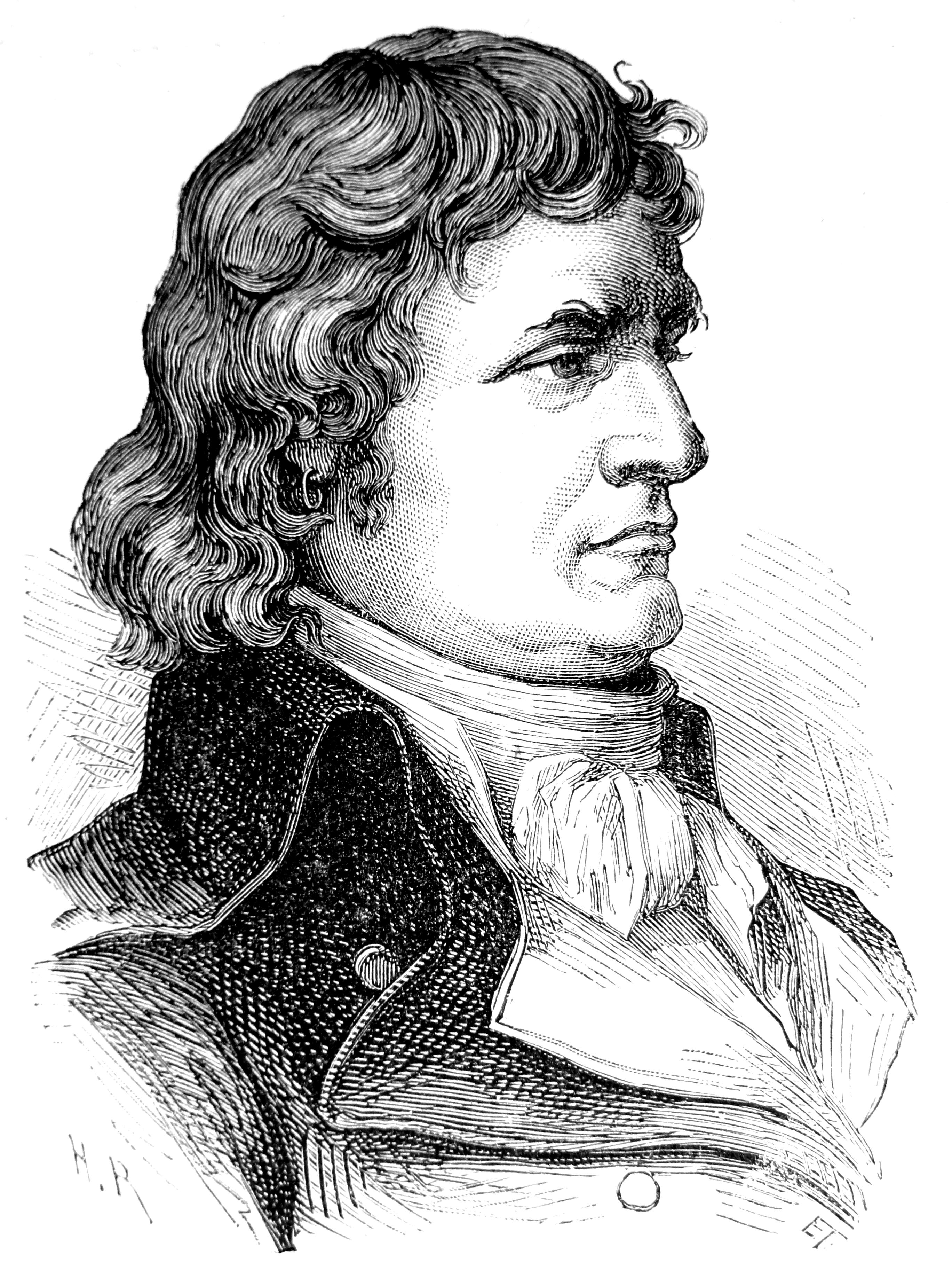
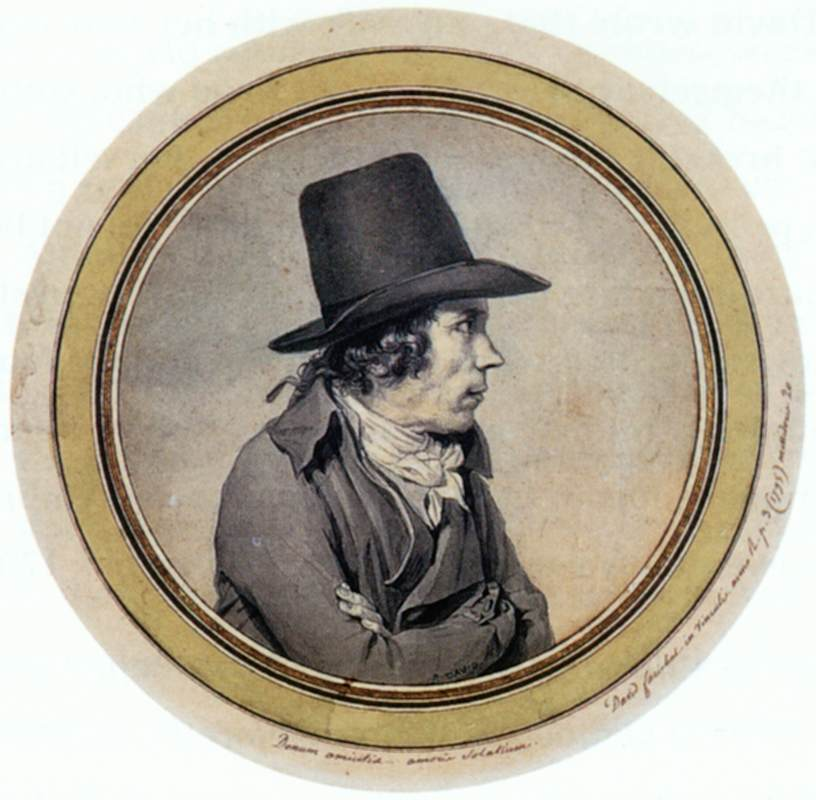
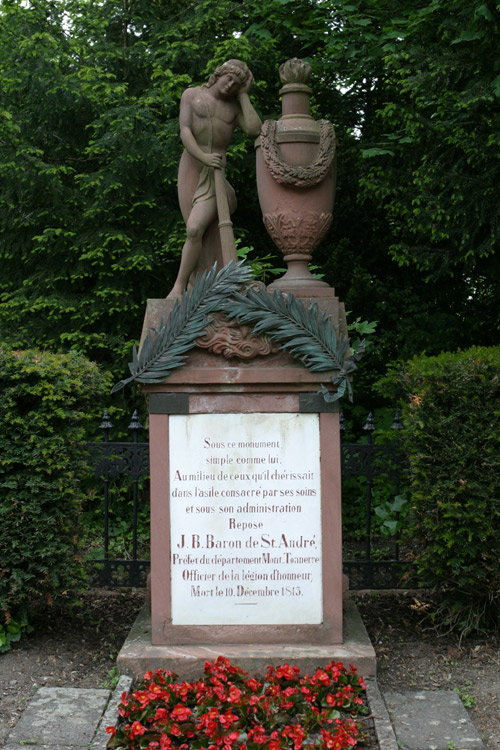
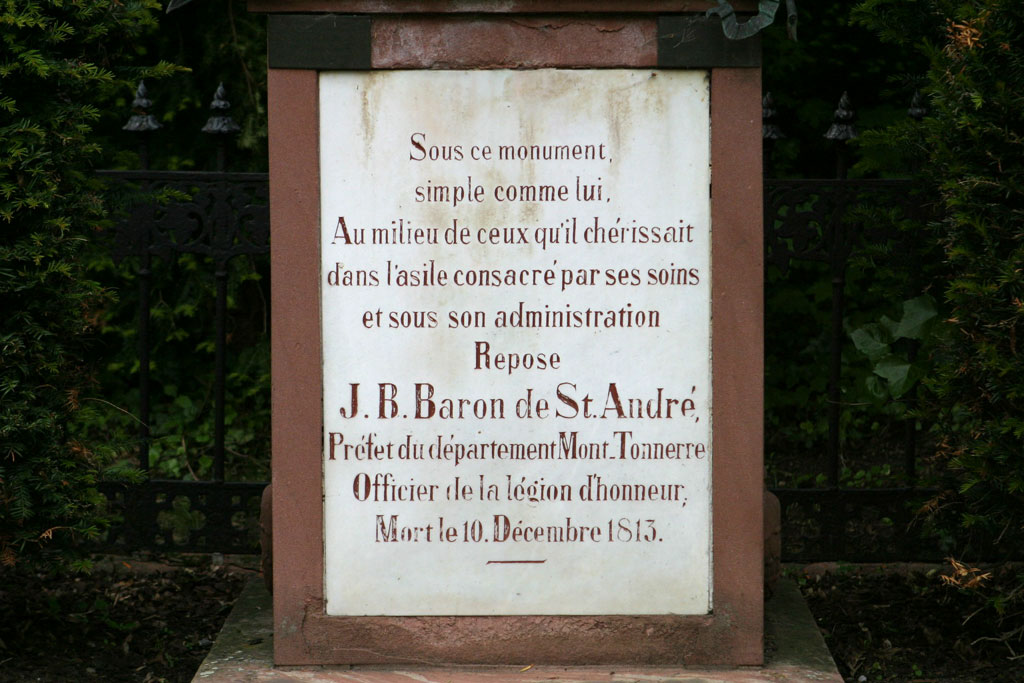
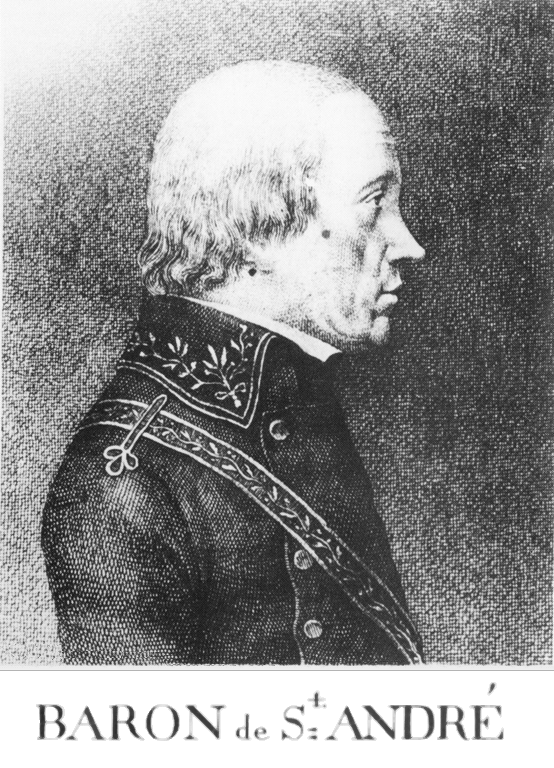
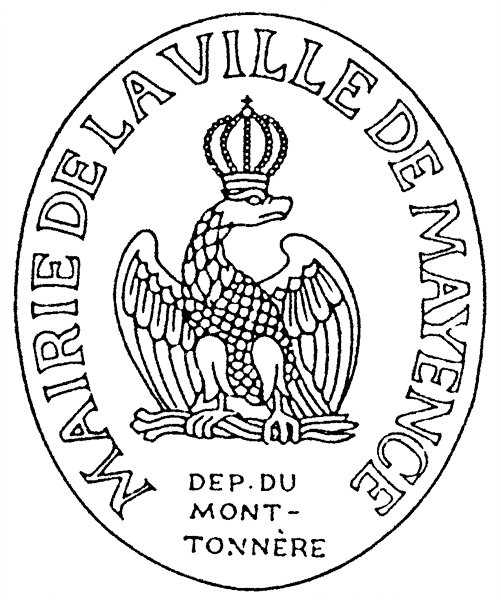

## Fonti
- Adolphe Robert, Gaston Cougny, Dictionnaire des parlementaires français de 1789 à 1889, Paris, Bourloton, 1889, tome 3, (De Javoques à Jolivet), p. 412-413.
- (EN) André Jeanbon Saint André sur l’encyclopédie Britannica 1911 [collegamento interrotto], su 1911encyclopedia.org.
- Histoire et dictionnaire de la Révolution française 1789-1799 de Jean Tulard, Jean-François Fayard, Alfred Fierro.